# Haakeffect
Het haakeffect is een verschijnsel dat zich voordoet bij de besturing van vliegtuigen, waarbij het vliegtuig in een ongewenste richting giert. Het wordt veroorzaakt door het verschil in draagkracht en weerstand van de linker- en rechtervleugel tijdens het rollen om de langsas van het vliegtuig.
Drukt de piloot de knuppel naar rechts, dan gaat het rechter rolroer omhoog en het linker omlaag. Hierdoor heeft de linkervleugel meer lift dan de rechter, zodat het vliegtuig naar rechts rolt en een bocht naar rechts inzet. Door het haakeffect zal de neus van het vliegtuig naar links willen draaien (gieren). 

## Oorzaken
Het haakeffect is voornamelijk een neveneffect van het verschil in omtreksnelheid tussen de "binnen" en "buiten" vleugel en het weerstandsverschil wat ontstaat bij het gebruik van de rolroeren. De toename in snelheid vergroot de lift vector maar ook de weerstand vector waardoor er een grotere weerstand wordt ondervonden door de "hoge" buiten vleugel ten opzichte van de "lage" binnen vleugel, resulterend in het gieren in tegenovergestelde richting. De rolroeren hebben een groter effect dan het tegenovergestelde gieren waardoor het vliegtuig de ingezette bocht maakt.  Echter de langs-as van het vliegtuig zal met de staart naar de binnenkant van de bocht zakken terwijl de neus van het vliegtuig hoog naar de buitenkant van de bocht wijst.

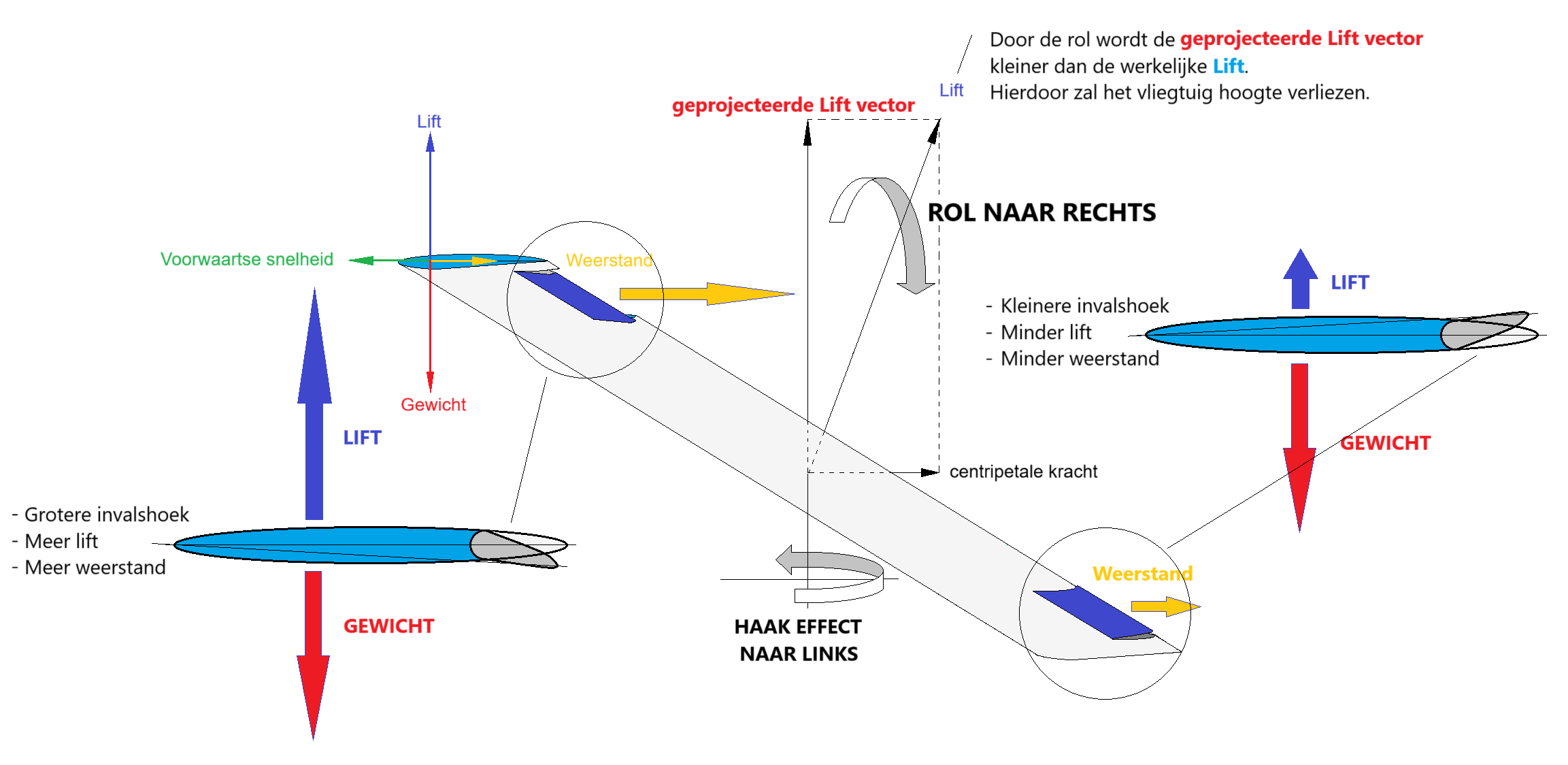
De werking van de rolroeren en het ontstaan daardoor van het haak-effect.

### Hoekverdraaiing van de de liftkracht per vleugel

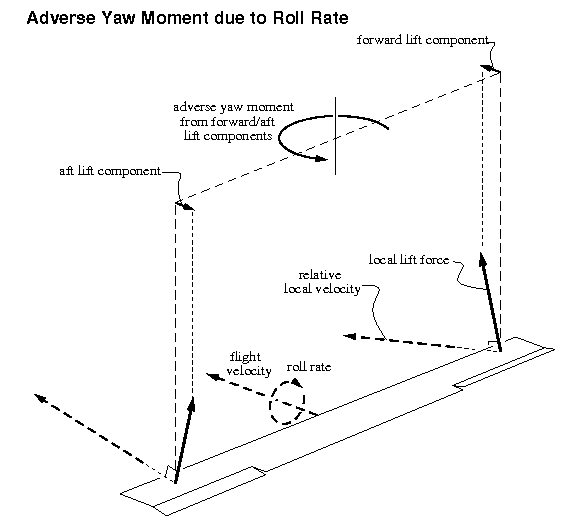

Bij een rolbeweging naar rechts beweegt het rolroer aan de linkervleugel naar beneden waardoor de welving van de vleugel ter plaatse wordt vergroot. Dit zorgt voor een toename in draagkracht (lift) en een gelijktijdige toename in weerstand. Door de toename in draagkracht beweegt de linkervleugel naar boven en door de weerstandstoename naar achteren. Evenzo ondervind de rechtervleugel, waarvan het rolroer naar boven uitslaat en de welving van de vleugel verminderd, voor een afname van draagkracht en weerstand. Hierdoor "valt" de vleugel naar beneden en door de verminderde weerstand beweegt deze naar voren. De verschillen in draagkrachtvector tussen links en rechts zorgen voor een rol naar rechts. Door het kantelen van de top-as ontstaat een centripetale kracht en wordt een bocht naar rechts ingezet.

### Geïnduceerde weerstand
Om naar rechts te rollen is op de linkervleugel (hoge vleugel) meer draagkracht nodig dan rechts. Hierdoor is ook de geïnduceerde weerstand aan de linkerkant groter dan aan de rechterkant, wat het haakeffect veroorzaakt. Dit blijft bestaan totdat het linker en rechterrolroer weer evenveel draagkracht produceren. Echter het snelheidsverschil tussen de binnen- en buitenvleugel blijft zorgen voor een lift en weerstandsverschil en dus voor een haak-effect. Alleen in "level flight" raakt dit effect verloren. 

### Profielweerstand
De neerwaartse afbuiging van het rolroer aan de linkerkant vergroot de welving van het vleugelprofiel, waardoor doorgaans de profielweerstand toeneemt. Omgekeerd zal de opwaartse afbuiging van het rolroer aan de rechterkant de camber en de profielweerstand verminderen. De onbalans in het profielweerstand draagt bij aan de ongunstige gierbeweging. Een Frise rolroer vermindert deze onbalansweerstand, zoals hieronder verder beschreven.
Sommige trainingshandleidingen voor piloten richten zich voornamelijk op de extra weerstand die wordt veroorzaakt door de naar beneden afgebogen rolroer en maken slechts korte of indirecte melding van effecten van hoekverdraaiing van de lifkracht.

## Correctie
Om het effect tegen te gaan tijdens de vlucht, moet de piloot tegelijk ook het richtingsroer gebruiken. Er zijn echter bij het ontwerp van het vliegtuig ook methoden waarvan men gebruik kan maken om het effect tot een minimum te beperken. De drie belangrijkste manieren zijn het gebruik van:
- Frise-rolroeren; deze zorgen voor verhoogde parasitaire weerstand aan de onderzijde van het naar boven uitslaande rolroer die het vliegtuig de goede kant op doet gieren.
- rolroerdifferentiëring; waarbij het neergaande rolroer een kleinere uitslag heeft dan het opgaande om zo het weerstandverschil kleiner te houden.
- rolspoilers; waarbij alleen extra weerstand ontstaat op de neergaande vleugel.

Aangezien de belangrijkste oorzaken van het haakeffect variëren met de draagkrachtcoëficient, zal elk mechanisme met een vaste verhouding het probleem niet onder alle vluchtomstandigheden volledig kunnen oplossen. Elk handmatig bestuurd vliegtuig zal enige correctie met het richtingsroer van de piloot nodig hebben voor een gecoördineerde vlucht. Verkeersvliegtuigen hebben over het algemeen een Yaw Damper die het richtingsroer aanstuurt waardoor het haakeffect automatisch wordt geneutraliseerd.